# Lauren Silver
Lauren Amanda Silver (Miami, 22 marzo 1993) è una calciatrice giamaicana, difensore della nazionale giamaicana.

## Carriera
Silver è nata a Miami, in Florida, il 22 marzo 1993, crescendo in una famiglia di atleti. I suoi genitori erano entrambi maratoneti, mentre sua sorella giocava a calcio e l'ha incoraggiata a praticare questo sport. Ha frequentato l'American Heritage School di Delray Beach, in Florida, dove ha vinto i campionati statali di calcio nel 2010 e nel 2011. Nel 2008 è entrata a far parte del programma di sviluppo olimpico della US Youth Soccer.

### Calcio universitario
Nel 2011 decide di completare gli studi presso l'Università della Florida, dove affianca al suo percorso scolastico anche l'attività sportiva nella loro squadra di calcio femminile calcio universitario, le Florida Gators, disputando le stagioni di NCAA Women's Division I Soccer Championship, nella Southeastern Conference, fino al 2014.

### Club
Nel marzo 2015 lo Houston Dash la inserisce nella rosa provvisoria di pre campionato per la stagione 2015 di National Women's Soccer League (NWSL), tuttavia durante la successiva estate Silver ha deciso di cogliere l'occasione per continuare la sua esperienza all'estero sottoscrivendo un contratto con il Bollstanäs SK, squadra iscritta alla Elitettan, secondo livello del campionato svedese di categoria, e dove a disposizione del tecnico Björn Karlsson viene impiegata da titolare dalla 19ª giornata, giocando tutte le restanti otto partite del campionato 2015 e siglandovi una rete, così come va a segno nell'edizione 2015-2016 della Svenska Cupen damer.
Conclusi gli impegni contrattuali, Silver fa ritorno negli Stati Uniti d'America unendosi al FC Kansas City, squadra della NWSL, nel roster della pre-season 2016, tuttavia fa ritorno in Svezia, accasandosi per la prima parte della stagione al FC Djursholm, squadra di Div 1 (terzo livello).
Durante la sessione estiva di calciomercato coglie l'occasione per fare un salto di categoria, cambiando ancora una volta la nazione dove giocare nella seconda parte dell'anno. Firma un accordo con il Metz, squadra francese neopromossa in Division 1 Féminine, prima divisione francese. A disposizione del tecnico David Fanzel, fa il suo debutto in campionato il 6 novembre 2016, alla 7ª giornata, rilevando Meryll Wenger al 76' dell'incontro perso in casa con il Bordeaux. Silver viene comunque impiegata solo saltuariamente, maturando solo 4 presenze in D1 e chiedendo dal club di svincolarsi ni primi mesi del 2017.
Il 9 marzo 2017 viene annunciato il suo trasferimento al Glasgow City, campione di Scozia in carica e indiscusso leader del campionato nazionale di categoria, tuttavia la sua esperienza nel club si limita a 5 incontri di Scottish Women's Premier League, chiedendo dopo soli due mesi la risoluzione del contratto assieme alla connazionale Savannah Jordan dopo aver riferito di non essersi adattate ad allenarsi e a giocare su campi in erba sintetica.
Nel febbraio 2019 firma un contratto annuale con il Trondheims-Ørn per giocare in Toppserien, primo livello del campionato norvegese, la sua quarta esperienza all'estero. Anche qui però trova poco spazio e il tecnico Steinar Lein la impiega brevemente in una sola occasione, il 5 maggio alla 7ª giornata di campionato rilevando Marit Clausen a sei minuti dalla fine dell'incontro. Nel corso della stagione viene inoltre aggregata alla squadra riserve che disputa la 2. divisjon (terzo livello).
Si è riunita allo Houston Dash con un contratto a breve termine nel settembre 2020.

### Nazionale
Silver viene convocata dalla Federcalcio giamaicana (JFF) per vestire la maglia della nazionale maggiore in occasione del campionato femminile CONCACAF degli Stati Uniti 2014. Sotto la guida tecnica del CT Merron Gordon, viene impiegata in tutti i tre incontri disputati dalla sua nazionale della fase a gironi prima dell'eliminazione.
Con l'arrivo del nuovo CT Hue Menzies nell'estate 2018 Silver viene confermata nella rosa della squadra impegnata nelle qualificazioni al torneo CONCACAF degli Stati Uniti 2018, totalizzando 4 presenze e realizzando, il 2 settembre, la rete del parziale 3-0 nell'incontro vinto per 6-1 sulle avversarie di Cuba. Condivisa con le compagne la prima posizione nella sezione caraibica e il conseguente accesso alla fase finale, gioca tutti i cinque incontri disputati dalla Giamaica, tra i quali la finalina per il terzo posto contro Panama, nella quale è rimasta in campo per tutti i 120 minuti) festeggiando al termine del torneo la prima qualificazione di sempre delle Reggae Girlz ad un Mondiale, quello di Francia 2019.